# Tomáš Vaľovčin
Tomáš Vaľovčin (12. února 2002 Vranov nad Topľou – 14. července 2025) byl slovenský fotbalový útočník, převážně nastupující na pozici pravého křídla. Naposledy působil v klubu MFK Vranov nad Topľou.

## Život a kariéra
Tomáš Vaľovčin se narodil 12. února 2002 ve Vranově nad Topľou. 
V roce 2017 přestoupil do klubu MŠK Žilina, kde s tamním dorostem získal dva mistrovské tituly. V jedné sezóně nastřílel čtrnáct gólů a stal se druhým nejlepším střelcem soutěže. Při finále Československého poháru kategorie U17 z roku 2019 vstřelil branku. Žilina přesto s pražskou Spartou prohrála 1:2. Za Spartu se prosadili Václav Sejk a Adam Karabec.
V hlavním týmu Žiliny se neprosadil a na začátku ledna 2022 odešel na hostování do klubu FK Humenné. Hostování skončilo na konci téhož roku. Od února 2023 hostoval v týmu FK Slavoj Trebišov, kde působil do konce roku. V červenci 2024 podepsal smlouvu s třetiligovým klubem MFK Vranov nad Topľou.
Tomáš Vaľovčin zemřel 14. července 2025 v okrese Vranov nad Topľou při nehodě na čtyřkolce. Nehody se účastnil i motocyklista, který utrpěl vážná zranění. Vaľovčin zemřel při převozu do nemocnice. Řidič motocyklu byl podle předběžného lékařského zkoumání pod vlivem alkoholu.